# David Kosower
David A. Kosower (* um 1960) ist ein US-amerikanischer theoretischer Teilchenphysiker. Er ist Professor am Forschungszentrum Commissariat à l’énergie atomique et aux énergies alternatives (CEA) in Saclay.
Kosower studierte Physik an der Harvard University mit dem Bachelor-Abschluss 1982 und der Promotion 1986 bei Howard Georgi (Light composite fermions). Bis 1988 war er Post-Doktorand an der Columbia University, 1988 bis 1991 am Fermilab und 1992/93 am CERN. Ab 1993 ist er am CEA in Saclay.
Er war Gastprofessor an der Universität Zürich und am Weizmann-Institut und hielt Kurse am Kavli Institute for Theoretical Physics und Galileo Galilei Institut in Florenz.
Er entwickelte mit Zvi Bern und anderen ab den 1990er Jahren neue Methoden für die Berechnung von Feynman-Diagrammen in der Quantenchromodynamik und anderen Yang-Mills-Theorien (verallgemeinerte Unitariätsmethoden u. a.), die mit den Anforderungen an die next to leading order Berechnungen durch den Large Hadron Collider in den 2000er Jahren an Aktualität gewannen und auch neue Einsichten über die Divergenzen in den Störungsreihen bei der Supergravitation lieferten.
2014 erhielt er mit Zvi Bern und Lance J. Dixon den Sakurai-Preis für wegweisende Untersuchungen über störungstheoretische Berechnung von Streuamplituden, die zu einem tieferen Verständnis der Quantenfeldtheorie und zu mächtigen neuen Werkzeugen zur Berechnung von Prozessen der Quantenchromodynamik führten.
2009 erhielt er einen Advanced Research Grant des European Research Council.

## Schriften
- Bern, Dixon, Kosower Quantum Gravity Particles may resemble ordinary particles of force, Scientific American, Mai 2012
- Bern, Dixon, Kosower On shell methods in perturbative QCD, Annals of Physics, 322, 2007, 1587-1634
- Bern, Dixon, Kosower Progress in 1 loop QCD calculations, Annual Review Nuclear Particle Physics, 46, 1996, 109-148